# Gibson EB-0
Gibson EB-0 je električna bas-gitara američke tvrtke Gibson.
Model je pušten u prodaju 1959. kao reakcija na smanjenje prodaje ranijeg modela Gibson EB-1. Do kraja proizvodnje 1979. godine, ukupno su proizvedene oko 20844 gitare.
Vrat i tijelo gitare izrađene su od mahagonija. Tijelo gitare je dizajnirano prema modelu Les Paul Junior, te je prodano oko 500 primjeraka; godine 1961. biva redizajnirana kako bi sličila modelu Gibson SG. Od 1961. do 1972. gitara je doživjelo nekoliko manjih promjena u dizajnu, te nekoliko inačica (EB-0F, EB-0L).
Godine 1972. gitara je doživjela značajniji rezidajn (povećano tijelo, vrat izrađen od drva javora). Unatoč promjenama u dizajnu zbog pada u prodaji, proizvodnja gitare je obustavljena 1979.